# The Last Night of Ballyhoo
The Last Night of Ballyhoo è un'opera teatrale di Alfred Uhry, finalista del Premio Pulitzer per la drammaturgia.
Ambientato nella Georgia del 1939, una famiglia ebrea vive l'antisemitismo dell'alta società del Sud, mentre Hitler invade la Polonia, Via col vento diventa un successo e la comunità organizza l'elegante ballo di Ballyhoo.